# Regierung Bute

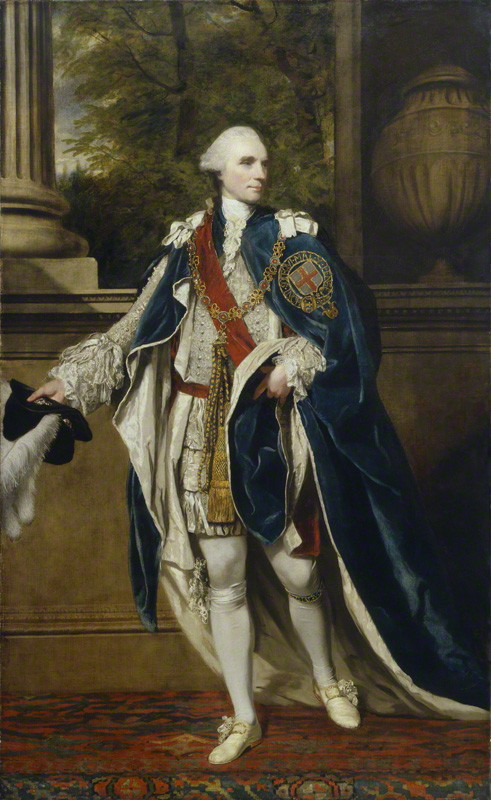
John Stuart, 3. Earl of Bute

Die Regierung Bute war von 1762 bis 1763 die Regierung des Königreichs Großbritannien. Sie wurde am 26. Mai 1762 von John Stuart, 3. Earl of Bute gebildet und löste die Übergangsregierung von 1757 ab. Sie blieb zum 8. April 1763 im Amt, woraufhin die Regierung Grenville gebildet wurde, und bestand als Koalition aus Mitgliedern der konservativen Tories und der liberalen Whigs.
Bei den Unterhauswahlen vom 25. März bis zum 5. Mai 1761 gewannen Newcastles Whigs 466 der 558 Sitze im House of Commons, während die Tories unter Sir Edmund Isham 112 Abgeordnete stellten.

## Kabinettsmitglieder
Dem Kabinett gehörten folgende Mitglieder an:
| Amt                           | Amtsinhaber                                              | Partei | Beginn der Amtszeit           | Ende der Amtszeit             |
| ----------------------------- | -------------------------------------------------------- | ------ | ----------------------------- | ----------------------------- |
| Erster Lord des Schatzamtes   | John Stuart, 3. Earl of Bute                             | Tory   | 26. Mai 1762                  | 8. April 1763                 |
| Lordkanzler                   | Robert Henley, 1. Baron Henley                           | Whig   | 26. Mai 1762                  | 8. April 1763                 |
| Lordpräsident des Rates       | John Carteret, 2. Earl Granville                         | Whig   | 26. Mai 1762                  | 8. April 1763                 |
| Lordsiegelbewahrer            | John Russell, 4. Duke of Bedford                         | Whig   | 26. Mai 1762                  | 8. April 1763                 |
| Erster Lord der Admiralität   | George Montagu-Dunk, 2. Earl of Halifax George Grenville | Whig   | 19. Juni 1762 1. Januar 1763  | 1. Januar 1763 8. April 1763  |
| Staatssekretär für den Norden | George Grenville George Montagu-Dunk, 2. Earl of Halifax | Whig   | 26. Mai 1762 14. Oktober 1762 | 9. Oktober 1762 8. April 1763 |
| Staatssekretär für den Süden  | Charles Wyndham, 2. Earl of Egremont                     | Whig   | 26. Mai 1762                  | 8. April 1763                 |
| Schatzkanzler                 | Sir Francis Dashwood                                     | Tory   | 29. Mai 1762                  | 8. April 1763                 |
| Generalfeldzeugmeister        | John Ligonier, 1. Viscount Ligonier                      | Whig   | 26. Mai 1762                  | 8. April 1763                 |